# Сан-Франсиску (Минас-Жерайс)
Сан-Франсиску (порт. São Francisco) — муниципалитет в Бразилии, входит в штат Минас-Жерайс. Составная часть мезорегиона Север штата Минас-Жерайс. Входит в экономико-статистический микрорегион Жануария. Население составляет 55 510 человек на 2007 год. Занимает площадь 3299,801 км². Плотность населения — 16,8 чел./км².

## История
Город основан 5 ноября 1877 года.

## Статистика
- Валовой внутренний продукт на 2003 год составляет 118 986 908,00 реалов (данные: Бразильский институт географии и статистики).
- Валовой внутренний продукт на душу населения на 2003 год составляет 2217,05 реалов (данные: Бразильский институт географии и статистики).
- Индекс развития человеческого потенциала на 2000 год составляет 0,689 (данные: Программа развития ООН).